# 황병서
황병서(黃炳瑞,黃炳誓, 1949년경 ~ )는 조선민주주의인민공화국의 군인, 정치인이다. 조선인민군 총정치국장 겸 조선로동당 중앙위원회 조직지도부 제1부부장이다. 조선로동당 중앙위원회 정치국 상무위원이고, 조선인민군 차수이다.

## 생애
1949년에 태어났다. 2005년 5월부터 조선로동당 중앙위 조직지도부 부부장을 맡았으며, 2010년 9월, 조선로동당 중앙위원회 후보위원에 선임되었다. 2010년 9월 인민군 중장, 2011년 4월 인민군 상장 칭호가 주어졌다. 2014년 3월, 조직지도부 제1부부장으로 승진했다. 조직지도부 과장 시절, 김정은 국방위원회 제1위원장의 생모인 고용희의 각별한 신임을 받은 것으로 알려져 있다. 2014년 4월 초 조선인민군 대장으로 승진한데 이어 11일만에 차수로 승진하면서, 4월 26일 조선인민군 총정치국장에 임명되었다. 그리고 같은 해 9월 25일, 최고인민회의 제13기 2차 회의에서 국방위원회 부위원장에 선임되었다.
2014년 10월 4일, 최룡해 당 비서와 김양건 대남담당 비서 등을 대동하고, 2014년 아시안 게임 폐막식 참석을 위해 대한민국을 전격 방문했다.

## 기타
- 2005년 연형묵, 2010년 조명록, 2011년 김정일 사망 당시에 국가장의위원회 위원을 맡았다.
- 2017년 10월부터 공식 석상에서 자리를 감춘 후, 폭스 뉴스는 뇌물 수수 혐의로 처형당했다는 의혹을 제기했다.[9]